# Renaud II. od Clermonta
Grof Renaud II. (francuski: Renaud/Rainald II de Clermont; ? — 1152./53.) bio je francuski plemić i grof Clermont-en-Beauvaisisa.

## Život

### Podrijetlo i život prije preuzimanja vlasti
Renaud je rođen oko 1075. godine kao sin grofa Huga I. od Clermont-en-Beauvaisisa i Creila i njegove žene, gospe Margarete od Ramerupta. Naslijedio je svojeg oca 1101. te je prije preuzimanja vlasti bio znan kao Rainald od Beauvaisa. Pridružio se grofu Hugu u Prvom križarskom ratu.

### Renaudovi brakovi i djeca
Renaud je imao dvije žene. Njegova je prva žena bila grofica Valoisa i Vermandoisa, gospa Adelajda — kći grofa Herberta IV. — koju je oženio 1103. Kći Renauda i Adelajde bila je Margareta. Druga supruga grofa Renauda bila je Klemencija od Bara. Par je dobio djecu:
- Guy
- Rudolf I. od Clermont-en-Beauvaisisa (francuski: Raoul)
- Margareta (Marguerite)
- Šimun
- Stjepan
- Renaud
- Hugo
- Gauthier
- Matilda (Mathilde)
- Konstanca (Constance)